# Klaus Feldmann (General)

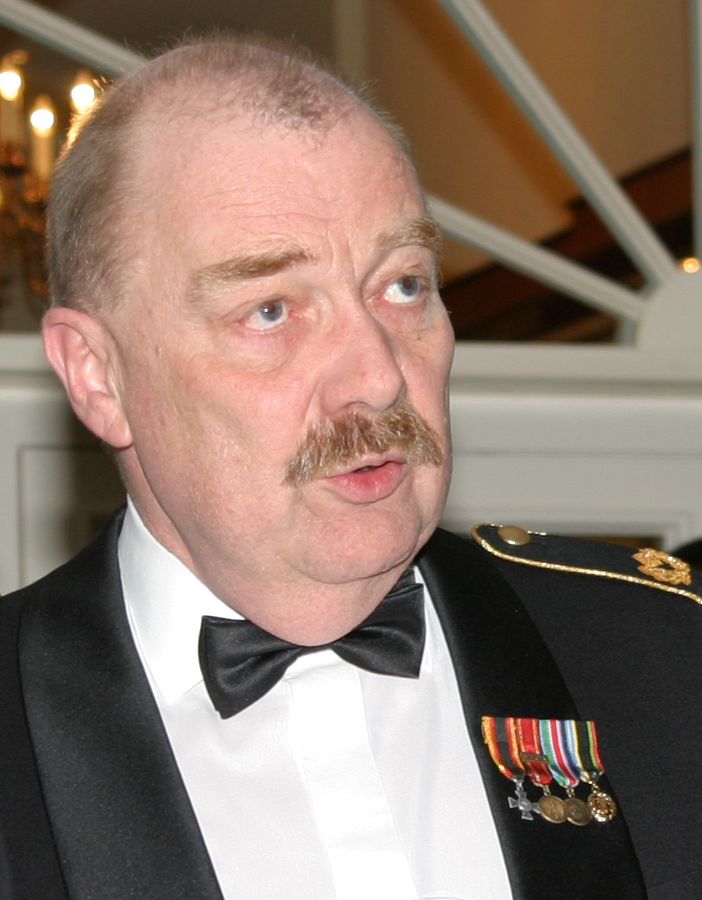
Klaus Feldmann

Klaus Feldmann (* 15. Januar 1950 in Dissen am Teutoburger Wald) ist ein Brigadegeneral a. D. des Heeres der Bundeswehr und war von 2003 bis zu seinem Eintritt in den Ruhestand im Januar 2012 General der Panzertruppen und Kommandeur des Ausbildungszentrums Munster.

## Militärische Laufbahn
Feldmann legte 1968 das Abitur in Osnabrück ab. Er trat anschließend als Offizieranwärter in das Panzerbataillon 213 in Augustdorf ein und durchlief die Ausbildung zum Offizier des Truppendienstes. Bis 1978 blieb er an diesem Standort als Zugführer und danach als S2-Offizier. Von 1978 bis 1982 war er Kompaniechef der 3. Kompanie des Panzerbataillon 344 in Koblenz.
Von 1982 bis 1984 nahm er am 25. Generalstabslehrgang an der Führungsakademie der Bundeswehr in Hamburg teil. Anschließend (1984–1986) durchlief er eine Stabsverwendung als G2 bei der 11. Panzergrenadierdivision in Oldenburg. 1986/87 nahm er an der kanadischen Generalstabsausbildung in Toronto teil.
Bevor er 1989 bis 1991 Kommandeur des Panzerbataillon 334 in Celle wurde, war er von 1987 bis 1989 G3 der Panzergrenadierbrigade 7 in Hamburg.
Nach einer Verwendung (1991–1993) beim Bundesministerium der Verteidigung in Bonn wurde er als Stabsoffizier in das Hauptquartier der Vereinten Nationen nach New York City, USA abgeordnet (1993/94). Anschließend war er (1994–1996) Leiter des Fachbereichs Führungslehre an der Führungsakademie der Bundeswehr in Hamburg und von 1996 bis 1997 am National War College in Washington, D.C., USA.
In den Jahren 1998 bis 2003 war er Kommandeur der Panzergrenadierbrigade 30 in Ellwangen. In dieser Zeit nahm er am Auslandseinsatz als Chef des Stabes der Multinational Division South East SFOR in Mostar teil.
Nach dem 11. September 2001 war er der erste Leiter des deutschen Verbindungsstabes zum US Central Command in Tampa, Florida, USA.
Im August 2003 wurde Feldmann General der Panzertruppen und Kommandeur der Panzertruppenschule. Im Rahmen der Transformation der Bundeswehr wurde die Panzertruppenschule im Jahr 2007 außer Dienst gestellt und das Ausbildungszentrum Munster neu aufgestellt, dessen erster Kommandeur er wurde. Ihm unterstanden damit die Ausbildungszentren Heeresaufklärungstruppe, Heeresflugabwehrtruppe und Panzertruppen, sowie der Zentralbereich. Feldmann war als Kommandeur des Ausbildungszentrums Munster gleichzeitig General der Panzertruppen, die ihm truppendienstlich unterstehenden Kommandeure der Ausbildungszentren Heeresaufklärungstruppe und Heeresflugabwehrtruppe sind gleichzeitig die Generale ihrer jeweiligen Truppengattungen. Im Januar 2012 übergab er seine Amtsgeschäfte an seinen Nachfolger Bernd Schütt.

## Neue Konzeption der Panzertruppe
Während seiner Dienstzeit als General der Panzertruppen hat sich das Selbstverständnis der Panzertruppe und der Panzergrenadiertruppe stark gewandelt. Galten diese Truppengattungen noch zu Beginn seiner Amtszeit im Jahr 2003 als Relikte aus dem Kalten Krieg und wurden mit der Heeresstruktur 2010 massiv reduziert, ist hier zwischenzeitlich ein Wandel festzustellen.
Neben den neuen Szenarien des Three Block War war hierfür auch die Weiterentwicklung der Panzertruppe durch die gleichnamige Arbeitsgruppe unter Feldmanns Kommando maßgeblich mitverantwortlich. So wurde nicht nur der neue Kampfpanzer Leopard 2 PSO/Leopard 2 UrbOp in Zusammenarbeit mit KMW und Rheinmetall entwickelt, sondern auch mit dem Schützenpanzer Puma und dem Spähwagen Fennek die klassischen gepanzerten Kampftruppen sowie die damaligen Panzeraufklärer mit neuen Waffensystemen ausgestattet.
Nicht zuletzt die konsequente Öffentlichkeitsarbeit und die enge Kooperation mit dem Armor Center der US Army in Fort Knox, Kentucky und den kanadischen Streitkräften trugen zum beschrieben Wandel bei. So wurden in der Panzertruppenschule unter anderem kanadische Soldaten ausgebildet. Später setzten die Kanadier von Deutschland geleaste Leopard 2 A6 in Afghanistan ein.
Diesen Veränderungen tragen auch die Umstrukturierungen im Bereich der Lehre und Ausbildung Rechnung. Am augenfälligsten ist hierbei zweifelsohne die Umgliederung der Panzertruppenschule zum Ausbildungszentrum Munster in den Jahren 2005 bis 2008 und die Aufstellung des neuen Offizieranwärterbataillons im Jahr 2006 – zusammen die größte Umgliederung in der Geschichte des Bundeswehrstandortes Munster.